# Jamshed Karimov
Jamshid Khilolovich Karimov (em tajique: Ҷамшед Хилолович Каримов, em persa: جمشید کریم‌اف; nascidido em Dushanbe em 4 de agosto de 1940) é um político do Tajiquistão. Ele foi o primeiro-ministro do Tajiquistão entre 2 de dezembro de 1994 e 8 de fevereiro de 1996. Ele é primo do ex-presidente do Uzbequistão, Islam Karimov. Foi embaixador do Tajiquistão no Cazaquistão (1996-1997) e foi Embaixador na China (1997-2002). 